# SŽD-Baureihe ЭР22
Der ЭР22 (ER22) ist ein bei der Rigaer Waggonfabrik (RVR) in Lettland gebauter Triebzug, der speziell im Vorortverkehr eingesetzt wurde. Er gehört zu einer Serie von Elektrotriebwagen für Gleichstrom-Antrieb mit Widerstandsbremse und vergrößerter Länge des Kastens und wurde auf der Basis des ЭР10 gebaut. Mit allen Modifikationen wurde er von 1964 bis 1976 gebaut. Er war für Strecken mit gesteigerten Passagieraufkommen entwickelt worden und besaß die nicht traditionelle Anordnung des Wagenkastens mit drei Türen auf jeder Seite.

## Historie
In den 1960er Jahren waren die verbreitetsten Elektrozüge auf den Eisenbahnlinien der ehemaligen UdSSR die Fahrzeuge der SŽD-Baureihe ЭР1, der SŽD-Baureihe ЭР2 (verwendet für die Strecken mit 3 kV Gleichstrom) sowie der SŽD-Baureihe ЭР9
(verwendet für die Strecken mit 25 kV Wechselstrom 50 Hz). Dies waren die Standardauslieferungen der Rigaer Waggonfabrik. Im Vergleich mit den Vorgängerfahrzeugen besaßen sie eine bedeutend höhere technisch-ökonomische Charakteristik. Für noch höher ausgelastete Strecken wurde aus ihnen 1960 die Elektrozüge der Reihe ЭР10 mit einer vergrößerten Länge des Kastens entwickelt. Sie besaßen einen zusätzlichen Einstiegsraum in der Mitte des Wagens und eine elektrische Ausrüstung, die die Verwendung der Widerstandsbremse gestattete. Ihre Unzulänglichkeiten waren die zu schwachen Elektrofahrmotoren. Deshalb entwickelten die Rigaer Waggonfabrik und lieferten 1964 zwei neue vierteilige Sektionen, die die Serienbezeichnung ЭР22 (ER22) erhielten. 1965 durchliefen beide Sektionen verschiedene Prüfungen. Der ЭР22.01 (ER22.01), der ebenso wie der gleichzeitig ausgelieferte ЭР22.02 (ER22.02) einige Zeit zum Fahrzeugpark des Depots Pererwa der Moskowskaja schelesnaja doroga gehörte, wurde Ende der 1960er Jahre an den Werkshersteller zurückgegeben. Da er im Gegensatz zu den anderen Fahrzeugen zu große Unterschiede besaß, wurde er nicht groß im Betrieb verwendet, sondern diente in der Folge für die Erprobung einzelner Komponenten.
1964 gingen die Rīgas Vagonbūves Rūpnīca zu der Serienproduktion der Elektrozüge ЭР22 über, die bis 1968 andauerte. Die genaue Aufschlüsselung der Fahrzeuge pro Jahr ist in der unten aufgeführten Tabelle aufgeführt. Nach 1968 folgten noch die Fahrzeuge ЭР22M (ER22M, 1972 gebaut), die ЭР22B (ER22W, 1975–1976 gebaut), die ЭР22K (ER22K, 1979 gebaut), und gleichfalls die Reihe ЭР25 (ER25) für Bulgarien und ЭР31 (ER31) für Jugoslawien (alle Fahrzeuge waren mit drei Türen pro Fahrzeugseite gefertigt worden).
| Jahr der Auslieferung | Anzahl der gebauten Elektrosektionen |
| --------------------- | ------------------------------------ |
| 1964                  | 2                                    |
| 1965                  | 4                                    |
| 1966                  | 3                                    |
| 1967                  | 13                                   |
| 1968                  | 44                                   |
| insgesamt             | 66                                   |

## Technik
Die zwei 1964 gebauten Sektionen erhielten die Werksbezeichnung 62-105. Sie bestanden aus je vier Wagen; zwei Motorwagen, die gleichzeitig die Steuerwagen waren und dazwischen die beiden Beiwagen. Der Kasten der Wagen besaß eine Länge von 24,5 m, eine Breite von 3,45 m und einen Achsstand von 20,75 m. Die Wagen besaßen drei Paar auseinanderziehbare pneumatisch gesteuerte Türen auf jeder Seite für den Einstieg auf hohen Bahnsteigen. Die Masse des Motorwagens betrug 66,5 t, des Beiwagens 40,7 t. Unter dem Motorwagen wurden neue Drehgestelle ohne Drehzapfen verwendet. Die elektrischen Fahrmotoren waren in der stützenden Rahmenaufhängung in den Drehgestellrahmen direkt gelagert. Für die Beiwagen wurden Drehgestelle der Waggonfabrik Twer verwendet, für die eine Variante mit Scheibenbremse vorgesehen war. Die Räder der ersten gelieferten Einheit waren ursprünglich als Monobloc-Rad ausgeführt und besaßen einen Durchmesser von 1.050 mm. Die Traktions-Elektrofahrmotoren von Typ РТ-113 (RT-113) waren auf jeder Achse des Motorwagens installiert und besaßen bei 100 % Anregung eine Stundenleistung von 230 kW. Die Fahrgasträume besaßen eine Verkleidung aus Plaste und weiche Sitze. Im Motorwagen betrug die Zahl der Sitzplätze 116, im Beiwagen 131.
Im Laufe der Produktion wurde in die Konstruktion des Zuges laufend Änderungen hineingetragen. Im Detail erhielt der zweite Triebwagen der Serie, der ЭР22.02 Räder mit Radreifen in den Drehgestellen des Motorwagens. Beginnend mit dem ЭР22.03 wurden Teile der Elektroausrüstung geändert (Stromabnehmer, elektropneumatische Kontaktoren, Systeme der Heizung u. a.), es wurde vergrößert die Fensterscheiben auf dem Führerstand. Außerdem wurde ab diesem Fahrzeug eine neue Lackierung verwendet, so wurde der Kasten unten dunkelrot und oben beige gespritzt. Außerdem wurden noch viele andere Änderungen hineingetragen. Die Produktion wurde um 1968 beendet. Hintergrund waren die zu hohe Achslast des Fahrzeuges und die ungenügende Wirkung der Widerstandsbremse.

## Betrieb
Die Elektrozüge der Reihe ЭР22 wurden den Depots Pererwa (Richtung Kursk), Nachabino (Richtung Riga) und Iljitscha (Richtung Smolensk) der Moskowskaja schelesnaja doroga zugeteilt. 1968 wurde mit dem ЭР22.54 der erste Triebwagen an das Depot Mineralnyje Wody der Nordkaukasus-Eisenbahn gegeben. Dorthin gelangten im Laufe der Jahre noch einige andere Züge der Serie. Zum Anfang der 1990er Jahre wurden die Fahrzeuge im Raum Moskau nur noch im Depot Pererwa belassen. In der Periode von 1989 bis 1996 begann ihre massenhafte Ausmusterung bei der Moskowskaja schelesnaja doroga. Ein Teil der Fahrzeuge wurde in behördliche Dienste gegeben. Sie bedienten die Stadt Stepnogor und nahegelegene Unternehmen. Bis zur heutigen Zeit sind in dieser Gegend fünf Fahrzeuge erhalten, die Einheiten mit den Inventarnummern  19, 34, 50, 51 und 64. Auf der Nordkaukasus-Eisenbahn wurden die Fahrzeuge in den Jahren 2000 bis 2002 ausgemustert. Einige Wagen, z. B. der ЭР22.66 und weitere, wurden in der Mitte der 1990er Jahre von der Moskowskaja schelesnaja doroga an die Eisenbahnen um Swerdlowsk und die Juschno-Uralskaja schelesnaja doroga gegeben, wo sie als Dienstfahrzeuge verwendet wurden.

## Elektrozug Serie ЭР22M(ER22M)
1972 lieferten die Rīgas Vagonbūves Rūpnīca zwei Elektrozüge mit acht Wagen aus, sie erhielten die Bezeichnung Serie ЭР22M (ER22M) mit der Werksbezeichnung 62-219 und den Inventarnummern 67 und 68. Im Unterschied zu den Vorgängerfahrzeugen wurde bei ihnen ein Teil der elektrischen Ausrüstung modernisiert. Ein Teil von der Elektroausrüstung wurde aus den Motorwagen in die Beiwagen umgesetzt. Außerdem erhielten sie neue Formen der Führerhäuser, die bei allen Vorort-Elektrozügen der Rīgas Vagonbūves Rūpnīca, produziert von 1974 an, verwendet wurden und Einstiege für niedrige Bahnsteige. Es wurden bei ihnen gleichzeitig neue Drehgestelle und eine geänderte Elektroausrüstung verwendet. Die Länge der Waggons wurde nicht verändert, die Breite wurde um 0,03 m gesteigert. Die Elektrozüge der Reihe ЭР22M erhielt das Depot Nachabino für die Bedienung in Richtung Riga und Kursk. Sie wurden dort bis 1984 betrieben.

## Elektrozug Serie ЭР22B(ER22W)
Von 1975 bis 1976 stellten die Rīgas Vagonbūves Rūpnīca zwei Sektionen, bestehend aus acht Wagen, mit der Bezeichnung ЭР22B (ER22W) her. Sie erhielten die Inventarnummern 69 und 70 und waren für den Dienst auf Strecken mit hohen Bahnsteigen gedacht. Das zeigte der Index B. In den Übergangsbereichen zwischen den Wagen wurden Gummi-Elemente anstatt der metallenen Teile angewendet. Die Züge erhielten neuere Drehgestelle als die der Reihe ЭР22M (ER22M) und einige andere Teile der Elektroausrüstung. Die Masse und das Fassungsvermögen wurde nicht geändert. Ursprünglich waren die Elektrozüge dem Depot Nachabino zugeteilt. 1988 wurden sie in das Depot Nowomoskowsk gegeben, dort arbeiteten sie bis 1994 und wurden später ausgemustert. Der Grund waren abgelaufene Fristen und ungenügende Kapazitäten im Ausbesserungswerk Moskau. 1979 wurde auf der Basis der kompletten Elektroausrüstung des ЭР22B die Versuchs-Einheit ЭР2P.7001 hergestellt (im Projekt erhielt sie die Bezeichnung ЭР22K.71).